# کوزه کانوپی

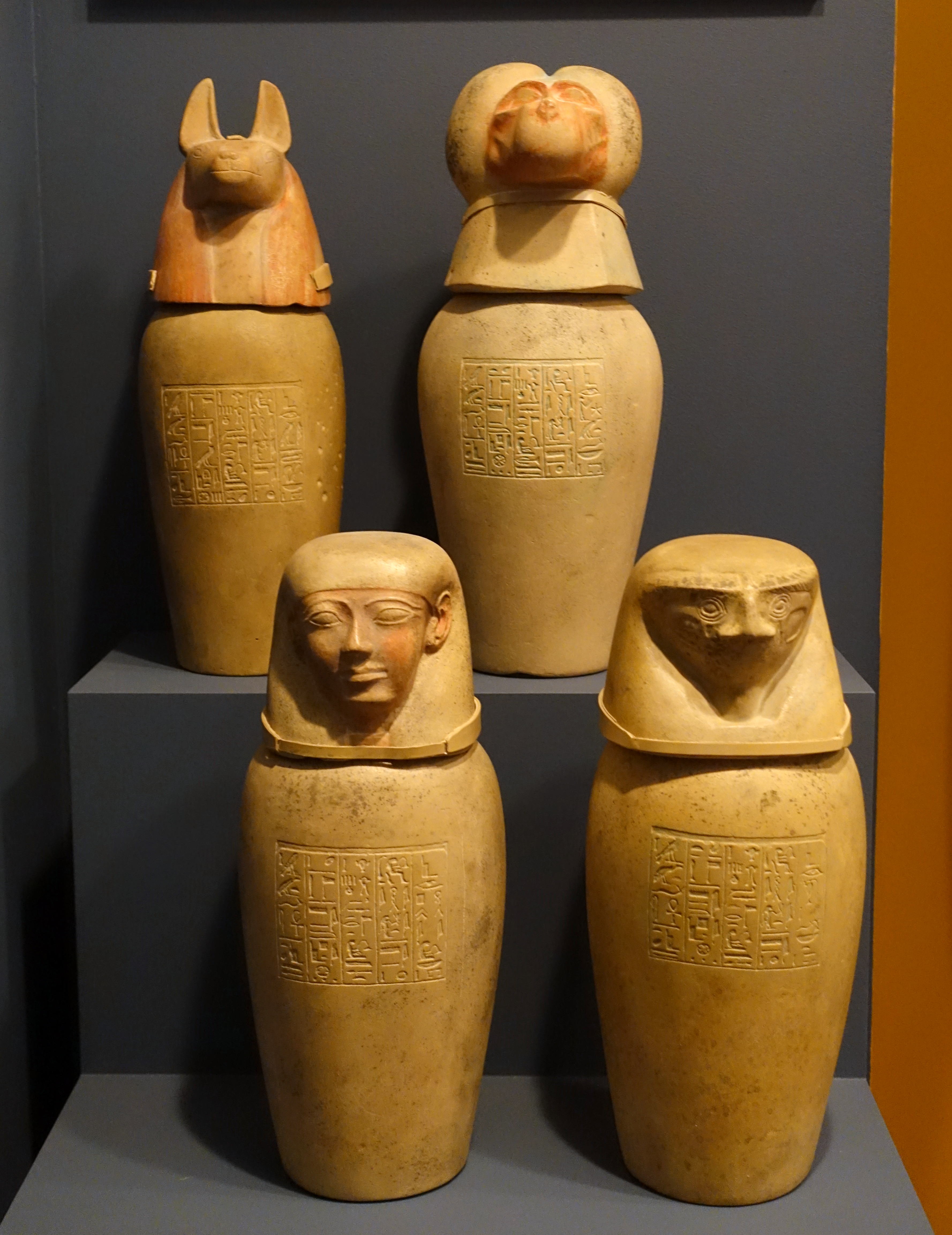
کوزه کانوپی مصری

کوزه کانوپی یا خمره‌های کانوپی (انگلیسی: Canopic jar) ظروف تدفینی‌ای بودند که در مصر باستان برای نگهداری اعضای درونی بدن فرد مومیایی‌شده که در جریان فرایند مومیایی‌سازی از بدن خارج می‌شدند، به کار می‌رفتند. این ظروف همچنین برای نگهداری و حفظ امعاء و احشاء مرتبط با روح فرد جهت زندگی پس از مرگ مورد استفاده قرار می‌گرفتند.
استفاده از این کوزه‌ها به دوره پادشاهی کهن مصر بازمی‌گردد و تا دوره متاخر مصر باستان و امپراتوری بطلمیوسی ادامه یافت. پس از آن، احشاء صرفاً در پارچه‌ای پیچیده شده و همراه با بدن دفن می‌شدند.
در طول تاریخ مصر باستان، تغییرات مختلفی در طراحی و سبک کوزه‌های کانوپی به وجود آمد. امروزه این ظروف مورد توجه پژوهش‌های علمی و پزشکی نیز قرار دارند.
خاکستردان ـ که برای نگهداری خاکستر افراد سوزانده‌شده استفاده می‌شدند ـ با درپوش‌هایی به شکل سر انسان، گاهی «کانوپی» نیز نامیده می‌شوند و در تمدن اتروسکی به کار می‌رفتند. با اینکه این کوزه‌ها گاهی «تمدن اتروسک کانوپی» یا «ظروف کانوپی» نامیده می‌شوند، هدف و کاربرد آن‌ها هیچ ارتباطی با استفاده مصریان باستان از کوزه کانوپی ندارد.

## ریشه‌شناسی
اصطلاح «کانوپی» بازتاب‌دهندهٔ برداشت اشتباه مصرشناسان اولیه است که آن را با افسانهٔ یونانیِ کانوپوس ــ ناخدای کشتیِ منلائوس در سفر به تروآ ــ مرتبط دانستند؛ «کسی که در شهر کانوپ در دلتای نیل دفن شد و در آن‌جا به‌صورت یک خمره مورد پرستش قرار می‌گرفت».
در روایت‌های جایگزین، این نام از مکانِ کانوپ (ابوقیر امروزی) در بخش غربی دلتای نیل در نزدیکی اسکندریه گرفته شده است، جایی که ظرف‌هایی با سر انسان به‌عنوان تجسم‌هایی از خدای ازیریس مورد پرستش قرار می‌گرفتند.

## هدف و کاربرد
عمل بیرون آوردن امعاء و احشاء (تخلیه احشاء) از بدن، از اوایل دوره پادشاهی کهن مصر آغاز شد، اما استفاده از کوزه‌های کانوپی برای نگهداری اندام‌ها تا دوره نخست میانی مصر به‌خوبی تثبیت نشده بود.
در جریان مومیایی‌سازی، شُش‌ها، کبد، معده و روده‌ها از بدن خارج می‌شدند تا از گندیدگی جسد جلوگیری شود. هر یک از این اندام‌ها در نمک ناترون خشک شده و سپس به‌طور جداگانه در یکی از چهار ظرف کانوپی قرار داده می‌شدند. به‌دلیل اینکه مصریان باستان قلب را جایگاه روح می‌دانستند، در فرایند مومیایی آن را از بدن خارج نمی‌کردند و برای آن ظرف کانوپی ساخته نمی‌شد.

برخی کوزه‌های کانوپی متعلق به دوره پادشاهی کهن که در آرامگاه‌هایی دست‌نخورده یافت شده‌اند، خالی و آسیب‌دیده بودند؛ این موضوع نشان می‌دهد که ممکن است این کوزه‌ها جنبه‌ای نمادین در آیین‌های تدفینی داشته و نه الزاماً برای نگهداری واقعی اعضای درونی بدن به‌کار رفته باشند.
مصریان باستان در دوره سوم میانی مصر و پس از آن، رویه‌ای مشابه را اتخاذ کردند. با بهبود روش‌های مومیایی‌سازی، دیگر نیازی به خارج کردن احشاء از بدن نبود، گرچه گنجاندن کوزه‌های کانوپی همچنان بخشی مهم از آیین‌های تدفینی باقی ماند، اما دیگر برای نگهداری اعضای درونی بدن به‌صورت توخالی ساخته نمی‌شدند. به‌جای کوزه‌های سنتی و بزرگ کانوپی، ظرف‌های کوچک‌تری به‌صورت بدلی و نمادین در آرامگاه‌ها قرار داده می‌شدند.

## طراحی

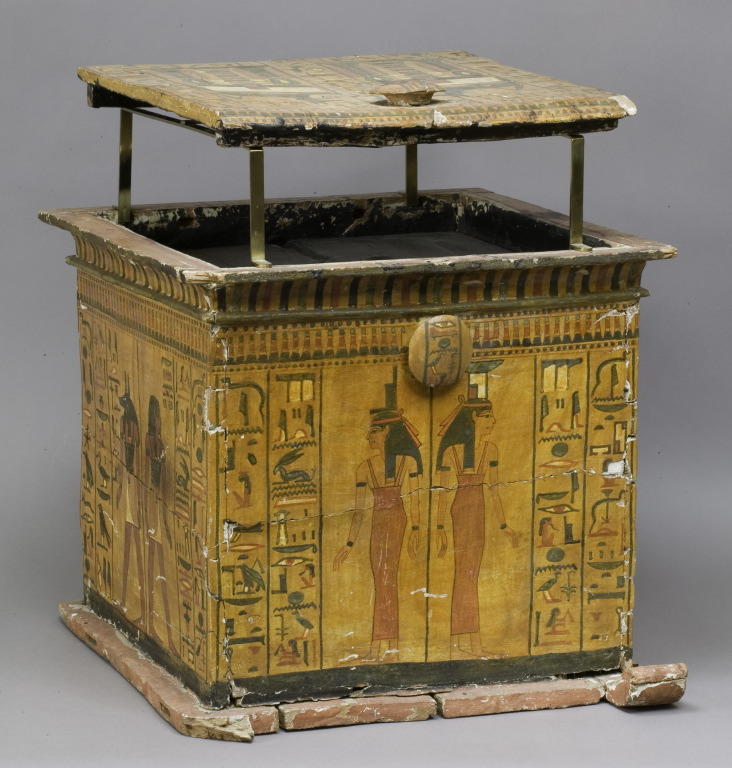
صندوقچه کانوپی خونسو، دودمان نوزدهم، پادشاهی نوین مصر

کوزه‌های کانوپی، ظرف‌هایی به‌شکل V هستند که در بخش میانی توخالی‌اند و درپوش‌هایی ساده یا نمادین دارند. ارتفاع این کوزه‌ها، همراه با درپوش، از حدود ۱۴ تا ۵۰ سانتی‌متر و قطر آن‌ها از ۶ تا ۲۰ سانتی‌متر متغیر بوده است.
رایج‌ترین مواد مورد استفاده برای ساخت این ظروف شامل چوب، سنگ‌آهک، فاینس (نوعی سرامیک لعاب‌دار) و خاک رس بود. طراحی آن‌ها گاهی با ویژگی‌های چهره‌ای نقاشی‌شده، نام متوفی یا نام ایزدان، و/یا افسون‌های تدفینی همراه می‌شد. کوزه‌های کانوپی اولیه درون یک جعبه مخصوص قرار داده شده و در کنار تابوت در آرامگاه دفن می‌شدند. بعدها، این کوزه‌ها گاهی در ردیف‌هایی زیر تخت تدفین یا در چهار گوشهٔ اتاق تدفین چیده می‌شدند.
نخستین و رایج‌ترین انواع کوزه‌های کانوپی از سنگ ساخته می‌شدند، اما سبک‌های بعدی از چوب تراشیده می‌شدند. کوزه‌های کانوپی دوره پادشاهی کهن به‌ندرت نوشته‌ای داشتند و دارای درپوش ساده بودند. در دوره پادشاهی میانه، نوشتار بر روی ظروف رایج‌تر شد و درپوش‌ها اغلب به‌شکل سر انسان ساخته می‌شدند. تا دودمان نوزدهم مصر، هر یک از چهار درپوش تصویر یکی از چهار پسر حوروس را نشان می‌داد که به‌عنوان نگهبان احشاء مربوط در هر ظرف عمل می‌کردند.

### کوزه‌های کانوپی در دوره پادشاهی کهن
سبک اولیهٔ کوزه‌های کانوپی در دوره پادشاهی کهن از سنگ‌های صاف و هموار، معمولاً سنگ‌آهک، تراشیده می‌شد و درپوش آن‌ها نیز ساده، گرد و بدون تزئین بود. در اواخر این دوره، استفاده از کوزه‌های کانوپی رایج‌تر شد و تنوع در طراحی و سبک این ظروف تدفینی افزایش یافت، از جمله ساخت برخی از آن‌ها با سفال به‌جای سنگ.

### کوزه‌های کانوپی با سر انسان

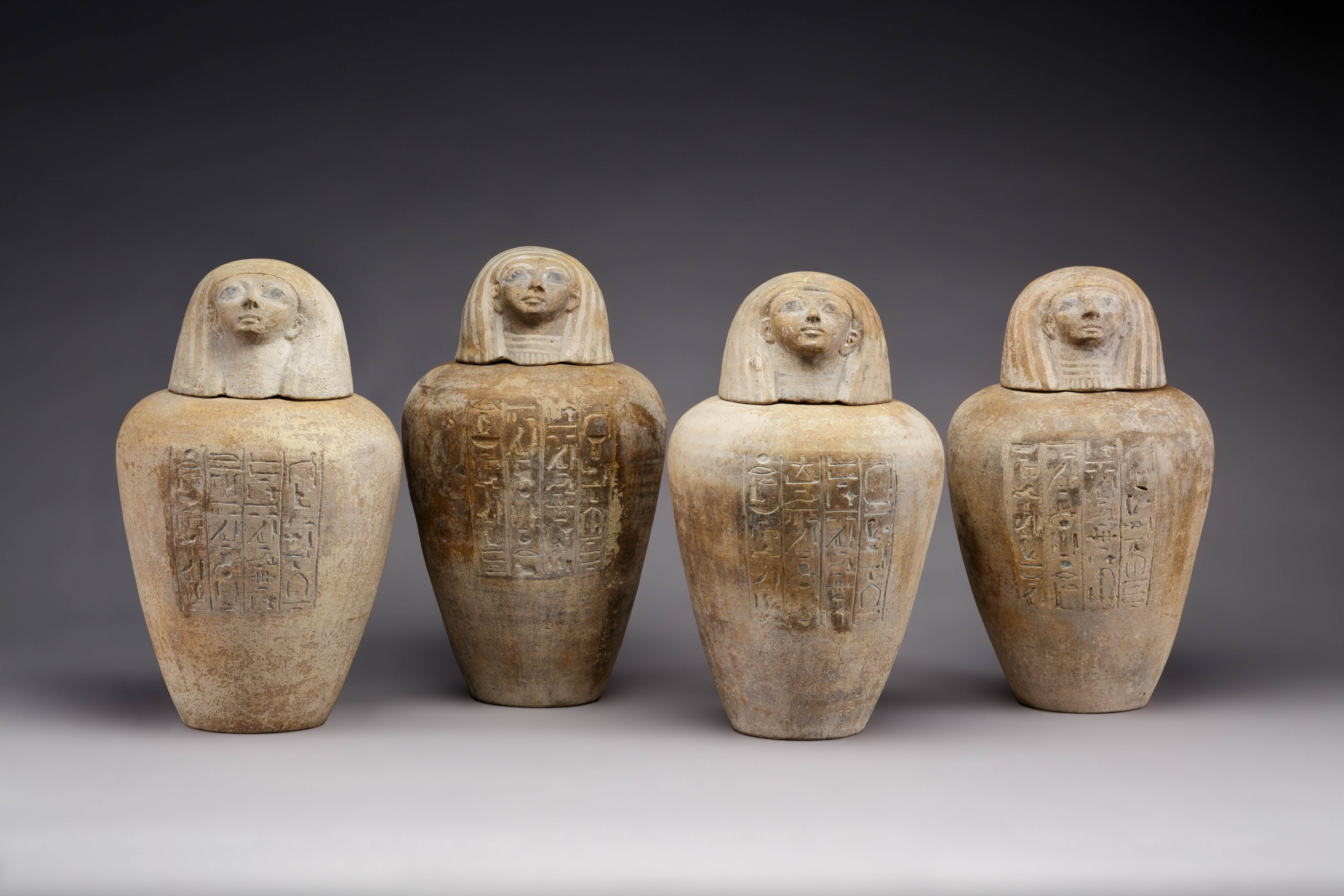
کوزه‌های کانوپی با سر انسان

تا دوره میانی نخست، درپوش‌هایی به‌شکل سر انسان رواج نیافته بودند. این سرهای انسانی، تجسم‌های نمادین چهار پسر حوروس در هیئت انسانی بودند و سبک غالب طراحی کوزه‌های کانوپی در سراسر مصر باستان تا دوره پادشاهی نوین مصر (دودمان نوزدهم) محسوب می‌شدند.

### کوزه‌های کانوپی در دوره پادشاهی نوین مصر

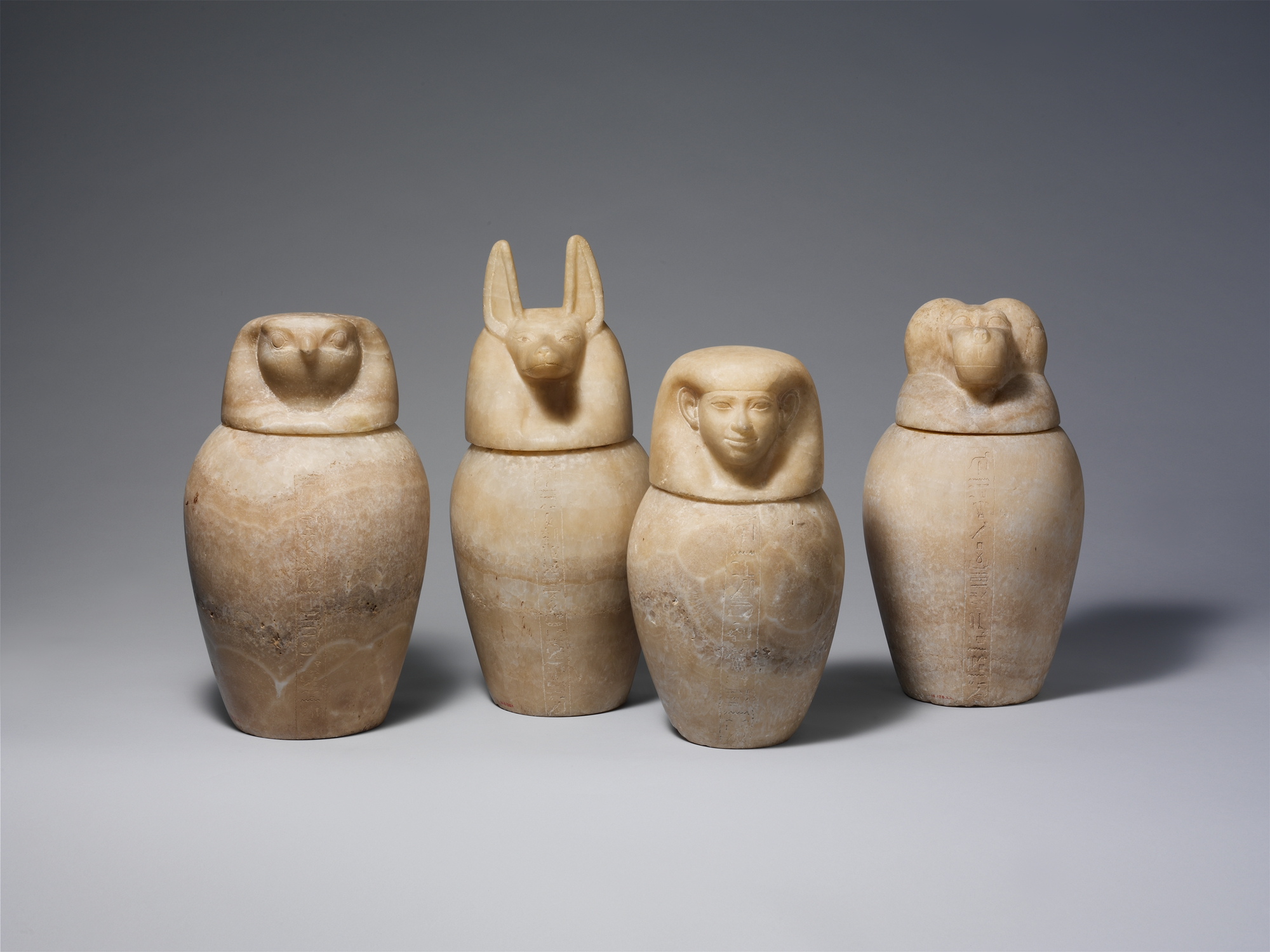
کوزه‌های کانوپی مربوط به دوره متاخر

در دوره پادشاهی نوین مصر باستان، سبک طراحی کوزه‌های کانوپی به تصویرهای شناخته‌شده‌تری از سر حیوانات تغییر یافت. بسیاری از نمونه‌های باکیفیت‌تر این دوره از سنگ‌هایی چون مرمر گچی، آراگونیت، سنگ‌های آهکی، و چینی لعاب‌دار آبی یا سبز ساخته می‌شدند.

## اهمیت دینی

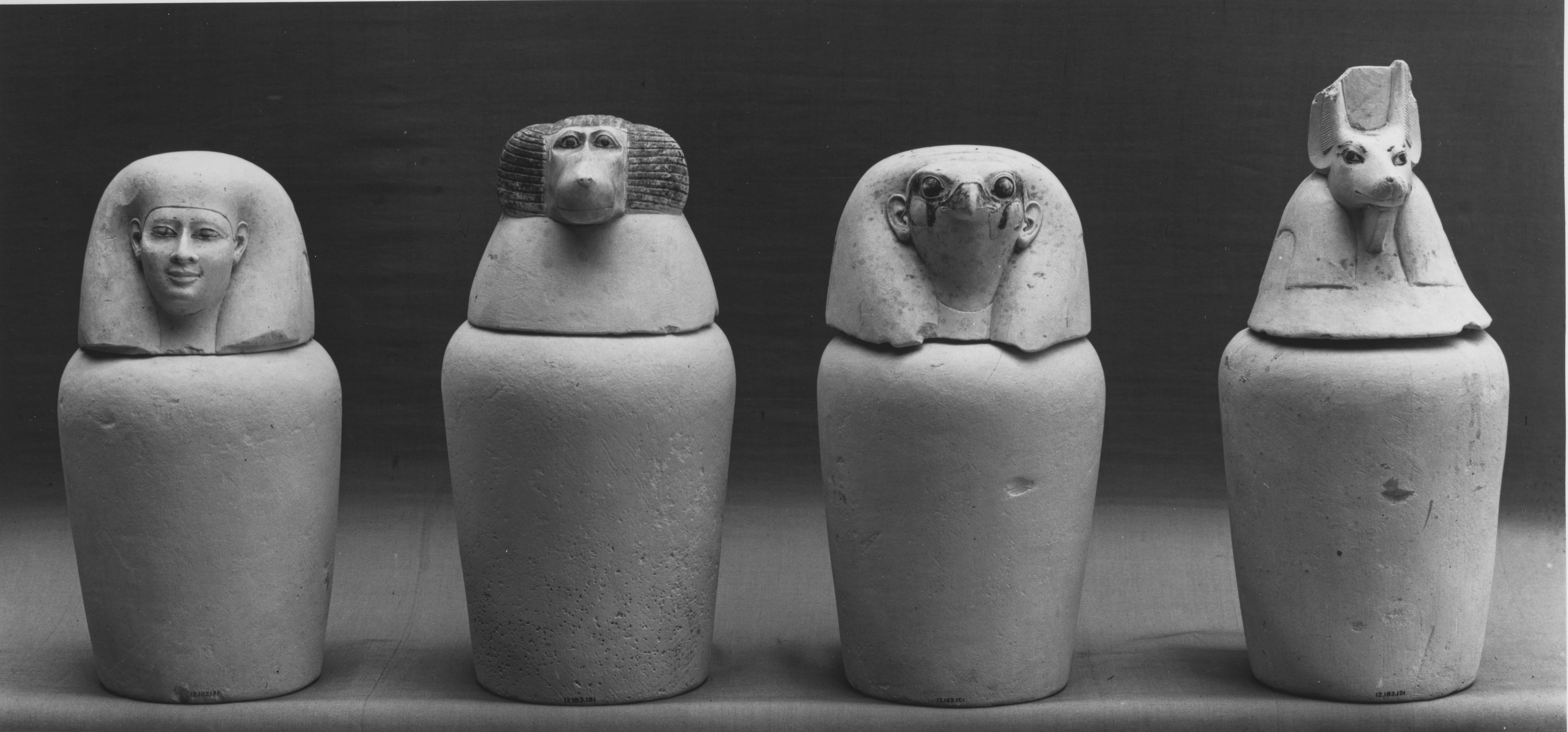
کوزه کانوپی

پس از دودمان نوزدهم مصر، کوزه‌های کانوپی به‌گونه‌ای طراحی و تراشیده می‌شدند که نمایانگر چهار پسر حوروس باشند. هر یک از پسران حوروس، همراه با ایزدبانویی نگهبان، مسئول حفاظت از یکی از اندام‌های بدن بوده و نماینده یکی از جهات چهارگانه نیز محسوب می‌شدند:
- حَپی (Ḥapi): ایزد بابون‌سر که نمایندهٔ شمال بود، با حفاظت ایزدبانو نِفتیس همراه بود و به نگهداری از ریه‌ها اختصاص داشت.
- دُعاموتف (Duamutef): ایزد شغال‌سر که نمایندهٔ شرق بود، توسط ایزدبانو نِیت محافظت می‌شد و مسئول معده بود.
- ایمسِتی (Imseti): ایزد انسان‌سر که نمایندهٔ جنوب بود، تحت حفاظت ایزدبانو ایزیس قرار داشت و به کبد اختصاص یافته بود.
- قِبِه‌سِنوف (Qebehsenuef): ایزد شاهین‌سر که نمایندهٔ غرب بود، از سوی ایزدبانو سِرکِت محافظت می‌شد و وظیفهٔ نگهداری از روده‌ها را داشت.[۱۶]

## تنوع در شواهد باستان‌شناسی

### دیدی‌بَستِت
در سال ۲۰۲۰، گزارش‌های خبری اعلام کردند که کاوش‌های انجام‌شده در سقاره نشان داده‌اند زنی به نام دیدی‌بستت که آرامگاه ۲۶۰۰ سالهٔ دست‌نخورده‌اش پشت دیواری سنگی کشف شد، با شش کوزه کانوپی به‌جای چهار کوزه معمول دفن شده بود. سی‌تی اسکن نشان داد که کوزه‌ها حاوی بافت انسانی هستند، که این موضوع نشان می‌دهد افزودن دو کوزه کانوپی اضافه ممکن است نتیجهٔ درخواست خاصی در جریان مومیایی‌سازی دیدی‌بستت بوده باشد.

### مرمت ظروف کانوپی
کوزه‌های کانوپی مربوط به دودمان پنجم در دوره پادشاهی کهن شواهدی از آسیب‌دیدگی و مرمت‌های بعدی را نشان می‌دهند. در دوران باستان برای ترمیم شکستگی‌ها و آسیب‌ها، از گچ یا مواد آهکی استفاده شده بود. با وجود این‌که این ظروف نشانه‌هایی آشکار از فرسودگی و تعمیر داشتند، همچنان همراه با مومیایی در آرامگاه قرار داده شده بودند.

## پژوهش و مطالعه
به دلیل ویژگی منحصربه‌فرد محتویات آن‌ها، کوزه‌های کانوپی مورد توجه ویژهٔ دانشمندان و زیست‌باستان‌شناسان قرار دارند. این ظروف فرصت بی‌نظیری را برای مطالعهٔ زیست‌شناسی مصریان باستان فراهم می‌کنند. توجه ویژه‌ای نیز به امکان پژوهش دربارهٔ پاتوژن‌ها (عوامل بیماری‌زا) از بقایای احشایی شده است، هرچند چالش‌های متعددی این نوع تحقیقات را با دشواری‌هایی همراه کرده است و انجام پژوهش‌های گسترده را دشوار می‌سازد.

### تحلیل دی‌ان‌ای
پژوهش‌هایی در خصوص امکان‌سنجی تحلیل دی‌ان‌ای از محتویات احشایی کوزه‌های کانوپی انجام شده است. محققان امیدوار بودند از این طریق اطلاعات بیشتری دربارهٔ بیماری‌ها یا پاتوژن‌هایی که ممکن است در مصر باستان رایج بوده‌اند، به‌دست آورند. با این حال، این مطالعات عموماً به دلیل کمبود دی‌ان‌ای قابل استخراج و سالم موفقیت چندانی نداشته‌اند.

### مطالعات تصویربرداری
مطالعات تصویربرداری مانند سی‌تی‌اسکن، تصویربرداری ام‌آرآی و پرتونگاری بر روی کوزه‌های کانوپی انجام شده‌اند تا دید بهتری نسبت به روند مومیایی‌سازی، نحوهٔ برداشت اندام‌ها و اطلاعات احتمالی پزشکیِ قابل استخراج از احشاء نگهداری‌شده در این ظروف به دست آید.

## خاکستردان‌های اتروسکی

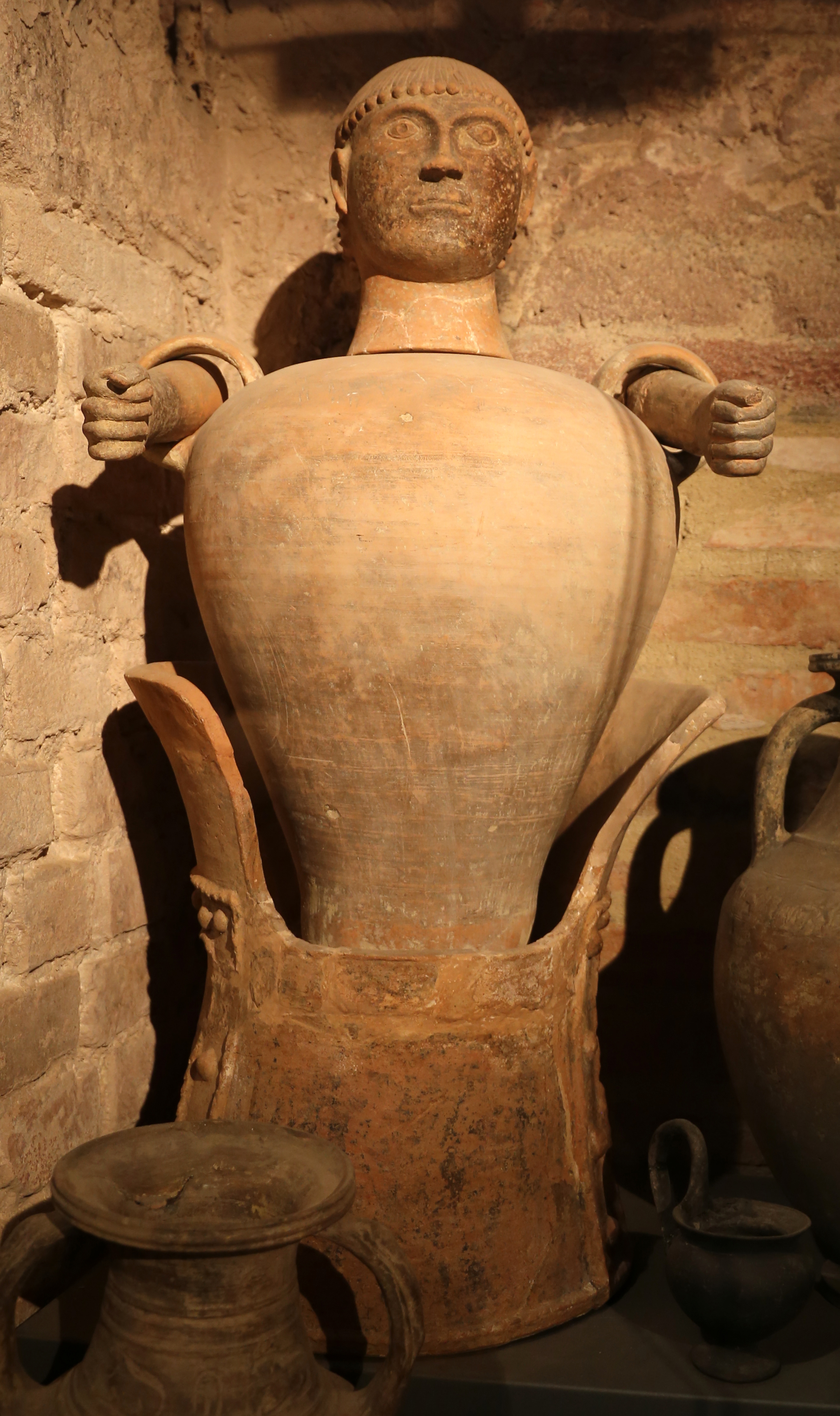
کوزه خاکستر اتروسکی

از دورهٔ ویلانوا به بعد، خاکستر برخی از درگذشتگان بلندمرتبهٔ اتروسکی در کوزه‌هایی قرار می‌گرفت که اغلب با یک کلاه‌خود پوشانده می‌شدند، گویی هدف آن بود که تمامیت فیزیکی فرد متوفی پس از سوزاندن بدن حفظ شود. این پوشش همچنین به تشخیص یک خاکسپاری از دیگری کمک می‌کرد.
در سدهٔ هفتم پیش از میلاد، این سنت در شهر کیوزی و مناطق اطراف آن تکامل یافت و منجر به ساخت استودان‌هایی از ظروف کروی شکل برنزی شد. این ظروف بر روی تختی قرار می‌گرفتند و در برابر آن‌ها میزی نمادین (trapeza) چیده می‌شد، گویی متوفی را در حال ضیافت و در میان نمادهای قدرت و منزلت اجتماعی نشان می‌دادند. ابتدایی‌ترین نمونه‌ها دارای درپوشی گنبدی‌شکل بودند که گاهی دارای اجزای ابتدایی صورت نیز بودند و از این نوع درپوش با عنوان «چوب‌پنبهٔ شامپاینی» یاد می‌شود.
در پایان سده، این نمایش‌ها صریح‌تر شدند؛ درپوش ظروف به شکل چهره ساخته می‌شد، و در نمونه‌های پیشرفته‌تر، به سری کاملاً تراش‌خورده و مجسمه‌مانند تبدیل می‌شدند. گاهی حتی سوراخ‌هایی برای نصب مو، ریش و گوشواره نیز در آن‌ها تعبیه می‌شد. متخصصان تمدن اتروسک بعداً این نوع ظروف را به دلیل شباهت ظاهری به نمونه‌های مصری، «کوزه‌های کانوپی» نامیدند، گرچه کاربرد آن‌ها کاملاً متفاوت بود—نه برای نگهداری احشاء، بلکه برای نگهداری خاکستر بدن سوزانده‌شده. این شیوهٔ تدفین تا قرن ششم پیش از میلاد ادامه داشت.
در نمونه‌های بسیار پیشرفته‌تر، این گلدان‌ها دارای عناصر انسان‌وار بیشتری مانند بازوهای جداشونده و حتی در نمونه‌های زنانه، پستان نیز بودند. با این حال، نمی‌توان آن‌ها را پرتره‌های واقعی دانست، زیرا ویژگی‌های ظاهری آن‌ها به‌صورت الگوهایی استاندارد و با تنوع بسیار کم ساخته می‌شدند. هدف این ظروف، شناسایی کلی متوفی بود نه بازنمایی دقیق چهرهٔ او.

## برای مطالعهٔ بیشتر
- Dodson, Aidan (1994). The Canopic Equipment of the Kings of Egypt. Routledge. ISBN 978-0-7103-0460-5.